# 上田ちゃんネル
『上田ちゃんネル』（うえだちゃんネル）は、2006年8月8日よりテレ朝チャンネルやテレビ朝日で放送されているバラエティ番組である。2006年8月に放送を開始して以来、CS放送としては異例なほどの長寿番組であり、番組公式HPでも「テレ朝チャンネル最長寿番組」を謳い文句にしている。2019年6月20日に放送回数が300回に達している。
2024年9月20日（19日深夜）放送分をもってテレ朝チャンネルでのCS放送を終了し、同年10月4日（3日深夜）よりテレビ朝日での地上波放送を開始した。

## 番組概要
- くりぃむしちゅーの「上田晋也による上田晋也のための番組」として、様々なトークを繰り広げるトークバラエティ番組。
- 収録は居酒屋での2・3本撮りで行われ、ほぼ編集なしの1時間ぶっ続けのトーク（CMなし）となる。くだらない「雑談」やマニアックすぎる「ボクシングトーク」といった地上波では放送されないCS放送ならではのトーク内容を披露している。また、上田の後輩で同じナチュラルエイト所属芸人の浜ロンによる「ナンパ講座」など、毎回上田の気まぐれで放送内容が決まるスタンスを取っている。
- 出演者が居酒屋などでトークする様をそのまま録画し放送している（いわゆる撮って出し）。このため、60分番組であるが収録時間も同じであり、通常のトーク番組のように長めに撮ってカット編集することは基本的に無い。古坂大魔王曰く「時間差生放送」。
- 「三浦半島で釣り、みかん狩り、露天風呂、宴会の4本撮り企画」、「ラスベガスでボクシング観戦ツアー1本撮り企画」、「富津岬で夏ロケ4本撮り企画」、古坂の実家である青森を訪ねる「青森の旅 第1〜4弾」のロケ企画も行われた。レギュラーメンバー4人が教養を身につけるための「アカデミック企画」が4回、「上田義塾」関連企画も2回行われている。また、番組放送第100回・200回といった節目の回においては、過去の番組内容をクイズとした「上田ちゃんネルクイズ」が実施されている。
- 番組開始当初は、制作予算の関係上「番組として公式ホームページを作る予定はない」ことから、外部リンクにもあるように番組ファンの一視聴者が開設したブログを勝手に「公式サイト」と認定し、番組のスクリーンショットの掲載等も容認していた。キー局制作のテレビ番組は通常著作権・肖像権等に対して厳しい姿勢を取ることが多い中で、本番組の姿勢は異例といえる。ただし同ブログが2010年以降更新休止状態にあるため、2015年現在は番組独自の公式ホームページが一応存在している。
- 『しゃべくり007』にて古坂大魔王が語ったことによれば、スポンサーが無かった上田ちゃんネルであるが、古坂の面白さを伝えるために上田自身がスポンサーになったという。[3]
- 第158回放送分「上田ちゃんネル流「夏の怪談」」にて古坂大魔王が実家のリフォームを検討していると言ったところ、第160回放送分「古坂大魔王実家に生電話!/視聴者メールでお悩み相談!」において『大改造!!劇的ビフォーアフター』の関係者が芸能人からの依頼を探していたことで、古坂が実家に電話し、『大改造!!劇的ビフォーアフター』[4] に依頼することが決定した。

## ネット局と放送時間

### CS放送時代
| 放送対象地域 | 放送局            | 系列           | 放送日時                     | ネット状況 | 備考 |
| ------------ | ----------------- | -------------- | ---------------------------- | ---------- | ---- |
| 日本全国     | テレ朝チャンネル1 | CSデジタル放送 | 金曜 1:00 - 2:00（木曜深夜） | 制作局     |      |

### 地上波放送時代
| 放送対象地域 | 放送局                           | 系列           | 放送日時                     | ネット状況 | 備考           |
| ------------ | -------------------------------- | -------------- | ---------------------------- | ---------- | -------------- |
| 関東広域圏   | テレビ朝日（EX）                 | テレビ朝日系列 | 金曜 1:26 - 1:56（木曜深夜） | 制作局     |                |
| 青森県       | 青森朝日放送（ABA）              | テレビ朝日系列 | 木曜 0:15 - 0:45（水曜深夜） | 遅れネット | [ 5 ] [ 注 1 ] |
| 秋田県       | 秋田朝日放送（AAB）              | テレビ朝日系列 | 木曜 0:15 - 0:45（水曜深夜） | 遅れネット | [ 7 ]          |
| 山形県       | 山形テレビ（YTS）                | テレビ朝日系列 | 土曜 0:15 - 0:45（金曜深夜） | 遅れネット | [ 8 ] [ 注 2 ] |
| 長野県       | 長野朝日放送（abn）              | テレビ朝日系列 | 木曜 1:55 - 2:25（水曜深夜） | 遅れネット | [ 10 ]         |
| 石川県       | 北陸朝日放送（HAB）              | テレビ朝日系列 | 土曜 1:25 - 1:55（金曜深夜） | 遅れネット | [ 11 ]         |
| 静岡県       | 静岡朝日テレビ（SATV）           | テレビ朝日系列 | 金曜 1:15 - 1:45（木曜深夜） | 遅れネット | [ 12 ]         |
| 中京広域圏   | 名古屋テレビ放送（メ〜テレ/NBN） | テレビ朝日系列 | 木曜 0:20 - 0:52（水曜深夜） | 遅れネット | [ 13 ]         |
| 福岡県       | 九州朝日放送（KBC）              | テレビ朝日系列 | 日曜 1:00 - 1:30（土曜深夜） | 遅れネット | [ 14 ]         |
| 大分県       | 大分朝日放送（OAB）              | テレビ朝日系列 | 火曜 0:15 - 0:45（月曜深夜） | 遅れネット | [ 15 ]         |
| 鹿児島県     | 鹿児島放送（KKB）                | テレビ朝日系列 | 土曜 1:15 - 1:45（金曜深夜） | 遅れネット | [ 16 ]         |
| 沖縄県       | 琉球朝日放送（QAB）              | テレビ朝日系列 | 日曜 0:00 - 0:30（土曜深夜） | 遅れネット | [ 17 ]         |

## 出演者

### レギュラー
※古坂、浜ロン、桐畑の3人は、ボクシングトークの回以外にレギュラー出演（ただし正確にはゲスト）

#### 旧メンバー
- 上田晋也
- 古坂大魔王

第1回のゲストとして出演するが、スカパー情報誌に「上田と古坂がお送りする…」と紹介されてしまい、以降レギュラー出演となる。
- 浜ロン

第11回からナンパの神様として出演。

#### 新メンバー
- エイトブリッジ

（別府ともひこ・篠栗たかし）
第316回にて「おもしろ荘」(おもしろ荘へいらっしゃい!)優勝により、レギュラー昇格を示唆される
- 清水あいり

第300回放送分以降、定期的に出演。

### 元レギュラー（旧メンバー）
- 桐畑トール

CSイチ受けたい授業「武田信玄・前後編」の講師として出演。上田義塾のキャプテン。第300回放送分よりレギュラー降格。

### ゲスト
- アナタマ1期生（宮島咲良（後のKBCアナウンサー、現フリーアナウンサー）、菅原瞳、仲玲美）

第7回のゲスト。テレ朝チャンネルで放送中のアナウンサー育成番組『アナタマ』に出演のアナウンサーの卵との合コン企画。
- 及川奈央

第17回の上田、古坂、浜ロンとの「雑談」トーク企画で初登場。以後も準レギュラーとして不定期で出演。
- はなわ

第27 - 30回の夏ロケ編ゲスト。
- 相沢まき

第27 - 30回の夏ロケ編、第170回ほか。不定期出演。
- 有田哲平

第32、33回の「新日本プロレス名勝負決定会議」にゲスト出演。
- マツコ・デラックス

2008年元日スペシャルのゲスト。第34回にも引き続き出演。
- 古坂寿人

古坂大魔王の実兄。第68回、第96回放送分、24時間ぐらいテレビにて出演。
- ガーユー

第139回のゲスト。
- 武井壮

第146回「“百獣の王”武井壮で1時間！（前編）」、第147回「“百獣の王”武井壮で1時間！（後編）」に出演。ブレイク前の無名時代に上田義塾に投手として参加していた。
- いけだてつや

第156回のゲスト。
- 清水あいり

第305回のゲスト
- コウメ太夫

第306回のゲスト
- 紺野ぶるま

第307回のゲスト
- 増子敦貴（GENIC）

地上波での第1、2回のゲスト

### 「ボクシングトーク」の回のゲスト
- 今岡武雄（イマオカボクシングジム 会長）
- 斉藤一人（イマオカボクシングジムチーフトレーナー）
- 渋谷淳（ボクシングライター）
- 松本好二（大橋ボクシングジムチーフトレーナー）
- 瀬戸口修（上田ちゃんネル元プロデューサー）

### 上田義塾
上田義塾（うえだぎじゅく）は、草野球チーム。監督は上田、部長は瀬戸口P。

#### 部員
第43回以降。『くりぃむしちゅーのオールナイトニッポン』のスタッフが中心。
- ホンマトシヒコ（放送作家）
- 大城英子（本名：田野英子）（サウンドマンミキサー（音響効果）。放送当時、妊婦）
- 生江龍太郎（サウンドマンディレクター）
- ビーチ（本名：鈴木賢一）（サウンドマンディレクター）
- 丸山ヒロカズ（制作会社のプロデューサー）
- コハ・ラ・スマート（「知ってる?24時。」ナレーター、ロックバンド「スマートソウルコネクション」バンドマスター）
- 三浦雅登（当番組プロデューサー）
- 島本真衣（テレビ朝日アナウンサー）

第43回の発足記者会見司会、第44、45回のマネージャーオーディション参加。野球要素が強いので、マネージャーに。
- アナタマ 4期生（岩井理映子、岡田ゆりか）

第43回の発足記者会見、第44、45回のマネージャーオーディションに参加。
- 相沢真紀

第44、45回のマネージャーオーディション参加。
- 石丸功二（ナイキジャパン）（プロの用具係員）

#### 新メンバー・トライアウト(2012年6月12日・6月26日放送分)参加者
- 大ちゃん（ツーライス）
- ガーユー
- 杉山大介（ダメジン）
- いけだてつや
- 口笛なるお
- トミドコロ
- 河野かずお
- カオル・ジョー（ダブルネーム）
- 矢野正樹（ガリベンズ）

### パピーマウス
上田ちゃんネルにて生まれたアイドルユニット。永作あいり・向井伊希子・藤崎まやの3人編成。上田ちゃんネル公認ソングである「ずっとこのままで」をネット配信した。

## 特番

### 上田ちゃんネル 24時間ぐらいTV!!
- 2008年11月29日21:00 - 11月30日21:00にテレビ朝日第5スタジオから生放送された。30日午前1時までは、ノンスクランブル放送。
- 当初企画発表段階で番組内容が全く決定しておらず、放送時間も「最低24時間は放送、状況によっては延長あり」というアバウトさで、まともに放送できるのか出演者からも心配されていた[20] が、放送は24時間で終了した。
- テーマは「24時間ぐらいテレビを救え!」。本家24時間テレビ同様、出演者・スタッフ揃いのTシャツを作ったが、色はオレンジで、「上田ちゃんネル ABOUT 24 HOUR」と書かれていた。
- また、公式サイトでは、スタジオの一角にある控え室の定点カメラからの動画が24時間配信された。こちらは番組終了後、全員による記念写真の模様まで映した後、配信終了。

#### 出演者
主要メンバー
上田晋也、古坂大魔王、浜ロン、桐畑トール、相沢真紀
ゲスト出演（登場順）
島本真衣（テレビ朝日アナウンサー）、ザクマシンガン、SEAMO、miyake（mihimaru GT）、勝俣州和、いとうせいこう、はるな愛、英二、柴田英嗣（アンタッチャブル）、岡田聖子、パンチ佐藤、永井裕策、清水希香、古川登志夫、広部俊明、寿司、YGA、有紀天香、竹山隆範、立花彩野、佐藤唯、初音ひさみ、稲生美紀、瀧本誠、肥後克広（ダチョウ倶楽部）、上島竜兵（ダチョウ倶楽部）、土田晃之、有吉弘行、デンジャラス、ヤマザキモータース、泉谷しげる、有田哲平、BOOMER、プリンプリン、久保純子、田畑祐一（テレビ朝日アナウンサー）ほか

#### 主なコーナー
グランドオープニング
玉ねぎの「入刀」が行われ、「24時間ぐらいカレー」調理開始。
テレビドラマベスト10
ゲストの勝俣州和とベスト10を決定。
アイドルユニットオーディション
24時間ぐらいTV!!のエンディングテーマ曲を歌う3人を、携帯電話からの視聴者投票で2名と、上田ら審査員特別賞で1名の、計3名選ぶことに。いとうせいこうが司会。
スポーツ名場面ベスト10
はるな愛の登場で途中で終了。はるなはすっぴんで登場し、エアあややと新曲の振り付けを披露。
英二さんライブ
長渕剛のモノマネの英二によるライブ。「とんぼ」他14曲を熱唱。ライブ前にアンタッチャブル柴田が登場。
岡田聖子さんライブ
松田聖子のモノマネの岡田聖子が1曲だけ披露。
男だけの布団トーク
パジャマに着替え布団に入りトーク。
桐畑トールの放送大学
織田信長をテーマに、固定カメラ相手に桐畑が一人で授業。他メンバーは仮眠。柴田は仕事の為退場。
上田義塾 熱血!早朝野球
パンチ佐藤が朝から熱血指導
朝食
ゲストにテレ朝チャンネル「本気釣り」メンバーを迎え朝食タイム。
新聞トーク
朝刊を読みながらトークと競馬予想。アイドルオーディション投票の結果も発表。
ビーブレーンAD面接
番組製作会社ビーブレーンの新入社員公開面接。
女子アナスイーツちゃんネル
テレビ朝日新人アナウンサー八木麻紗子、竹内由恵、本間智恵とスイーツタイム。
ボクシングちゃんネル
レギュラー放送同様、今岡武雄、斉藤一人、渋谷淳、瀬戸口Pとボクシングトーク。
上田ライブちゃんネル
浜ロンと古坂による「ハマオウ」のコントライブなど。
格闘技実践編
瀧本誠による実践講座。途中でテレ朝チャンネル「ダチョ・リブレ」の竜兵会メンバーが登場し、競馬観戦とトーク。
上田演芸ちゃんネル
「BOOMER＆プリンプリン」によるコント。
avex一押しアーティスト紹介
ザ・ルーズドッグス、Yoonji、稲森寿世、motsuを紹介
映画名場面ベスト10
久保純子の登場で途中で終了。
反省会
ここまでのVTRを見ながら反省?
24時間ぐらい煮込んだカレー試食
全員が普通に「うまい」と大絶賛。アンタッチャブル柴田が再び登場。
グランドフィナーレ
直前に古坂と桐畑が作ったエンディング曲「〜ずっとこのままで〜」を歌い放送終了。上田が勢いで来年もやることを宣言。

### 上田ちゃんネル 24時間ぐらいTV!!2010
- 2010年4月17日21:00 - 4月18日21:00にテレビ朝日第5スタジオから生放送された。18日2:55分まではノンスクランブル放送。18日2:55 - 4:35分に限り、地上波（関東ローカル）でも同時生放送された。
- DVD「上田ちゃんネル Vol.1」発売を記念に企画され、生放送中にDVDを240枚販売することを目標とし放送された。前回に引き続きライブカメラによる24時間配信のほか、Twitterとの連動も企画され、スタッフや古坂が生放送中に専用アカウントでつぶやきを行なった（上田、浜ロン、桐畑は一度もツイートせず放送終了した）。

#### 出演者
主要メンバー
上田晋也、古坂大魔王、浜ロン、桐畑トール
ゲスト出演（登場順）
加藤真輝子（テレビ朝日アナウンサー）、いとうせいこう、勝俣州和、小沢一敬（スピードワゴン）、小川麻琴、吉村崇（平成ノブシコブシ）、川元文太、クールポコ、アンガールズ、どきどきキャンプ、中野腐女子シスターズ（喜屋武ちあき、乾曜子、虎南有香）、森下悠里、中尾彬、手島優、河中あい、多田あさみ、田中涼子、上島竜兵（ダチョウ倶楽部）、肥後克広（ダチョウ倶楽部）、土田晃之、有吉弘行、デンジャラス、ヤマザキモータース、すぎ、おぎやはぎ、おかもとまり、乾き亭げそ太郎、新宿カウボーイ、トップリード、東京タイツ、やさしい雨、小林知之、吉川正洋、玉ノ井親方（栃東大裕）、相沢まき、イジリー岡田、大橋秀行、コトブキツカサ、自然隊、瀧本誠、ハライチ、ずん、X-GUN、BOOMER、プリンプリン、向井伊希子、永作あいり、古坂寿人、ガーユー(クールズの森脇優雅)ほか

#### 主なコーナー
グランドオープニング
上田が豚骨をハンマーで叩く「断骨式」が行われ、豚骨ラーメン調理開始。
「ジャガイモン」コラボ企画『どーでもいい話スペシャル』
上田が「Going!Sports&News」生放送のため不在中に放送された。
「愛しのメロンパン」コラボ企画『グラドルカジノ』
グラビアアアイドルによるお色気スポーツコーナー。途中で上田が戻る。
焼肉争奪!だるまさんが転んだ
竜兵会メンバーとおぎやはぎが登場。
お笑いアピールタイム
地上波同時生放送開始、古坂、浜ロン、桐畑がネタ披露、桐畑が「にゃんこ祭り」を何度もやることになった。
「ダチョ・リブレ」コラボ企画『有吉ギャグスクール〜春の集中講座〜』
当コーナー終了と同時に地上波同時生放送終了。
晋也におまかせ
上田自身が書いたお題にちなんだフリートークを単独で行う。
男だらけの布団トーク
前回に引き続き、桐畑、古坂による怪談話。
放送大学
桐畑のテーマは「戦国時代」、古坂のテーマは「笑い」、浜ロンのテーマは「ナンパ」。他メンバーは仮眠。
玉ノ井親方と朝稽古
玉ノ井親方からぶつかり稽古などの指導を受ける。
ボクシングトーク
おなじみのメンバーとゲストに大橋秀行を加え最強ボクサートップ10を討論し決定。
上田ライブちゃんネル
自然隊によるネタ、AD幸野による落語、桐畑による欧陽菲菲「Love is over」熱唱、ハマオウのコント数本披露。
DVD実演販売
テレビ朝日屋内にてメンバーによるDVD販売握手会。
上田お笑いダービー
若手芸人4組が賭けの対象となり、様々なお笑いのテーマで誰が一番面白いかをレギュラーが予想。
上田演芸ちゃんネル
ずん・X-GUN・BOOMER・プリンプリンによるネタ披露。
2010コントライブ
上田、古坂、浜ロン、桐畑のレギュラーメンバーよるコントライブ。
グランドフィナーレ
ラーメンを食べ、放送を振り返り、DVDが155本売れ残った為自腹決定。エンディング曲「〜ずっとこのままで〜」を歌い、20:00終了。
打ち上げ
放送終了時間の21:00まで打ち上げを生放送。

## スタッフ
- 企画：上田晋也（以前は企画・構成・演出）
- 構成：大井洋一、浜ロン
- カメラ：稲本健汰
- 音声：川越夏菜
- 美術：山本和記
- デザイン：佐藤朝美
- 美術進行：野口香織、木滝亜優
- メイク：川口カツラ店
- 美術協力：テレビ朝日クリエイト
- 編集：山下真矢
- MA：指田高史
- 音効：梅田堅
- 技術協力：Swish Japan、BEE TECH、佳夢音
- 編成：清水正太郎、辻慈生
- 宣伝：下恵子
- デスク：小林裕美子
- 制作協力：ナチュラルエイト、ビー・ブレーン（共に以前は制作）
- AD：川嶋優、浅倉有紀
- AP：内山桃華
- ディレクター：上荒磯慶、佐藤加奈、青木誉幸
- 演出：磯田裕介（以前はディレクター）
- プロデューサー：増田哲英、太田兼仁、大平智恵
- ゼネラルプロデューサー：郷力大也
- 制作：テレビ朝日ビジネスソリューション本部 コンテンツ編成局第1制作部
- 制作著作：テレビ朝日（以前は制作）

### 過去のスタッフ
- ナレーション：金光祥浩
- ディレクター：大友淳
- 演出：古坂大魔王
- プロデューサー：小菅聡之、大橋由佳

## DVD
番組DVD第1弾が2010年に発売された。当初は、第2弾、第3弾と発売していく意向であったが、2014年5月現在、続編は刊行されていない。
- 上田ちゃんネル Vol.1 （2010年4月7日発売、アニプレックス）